# Vinko Kraljević
Vinko Kraljević (Duboko Mokro, Široki Brijeg, 16. ožujka 1952.) je hrvatski kazališni, televizijski i filmski glumac.

## Filmografija

### Televizijske serije
- "U dobru i zlu" kao Rudolf "Rudi" (2024.)
- "Mrkomir Prvi" kao Krivoslav (2023.)
- "Gora" kao liječnik (2023.)
- "Majstori" kao Milivoj (2022.)
- "Oblak u službi zakona" kao Franjo Cmrk (2022.)
- "Kumovi" kao Miljenko (2022.)
- "Područje bez signala" kao Skender (2021.)
- "Predsjednik" kao Franjo Tuđman (2020.)
- "General" kao taksist (2019.)
- "Ko te šiša" kao Mirko Futacs (2018.)
- "Rat prije rata" kao Josip Perković (2018.)
- "Čuvar dvorca" kao Marin Dragičević (2017.)
- "Patrola na cesti" kao Ante (2015.)
- "Crno-bijeli svijet" kao Vladek i Vinko iz Vodovoda (2015. – 2019.)
- "Tajne" kao Jerko Šeper (2013. – 2014.)
- "Zora dubrovačka" kao svećenik u procesiji (2013.)
- "Počivali u miru" kao Joško (2013.)
- "Nedjeljom ujutro, subotom navečer" kao Hofman (2012.)
- "Stipe u gostima" kao prodavač modela brodova (2011.)
- "Provodi i sprovodi" kao ožalošćeni čovjek (2011.)
- "Tito" kao sudac "bombaškog procesa" (2010.)
- "Instruktor" kao majstor (2010.)
- "Dolina sunca" kao Fra Ante (2009. – 2010.)
- "Stipe u gostima" kao Ivek (2009.)
- "Zakon!" kao Norbert Batinović (2009.)
- "Bračne vode" kao deratizator (2008.)
- "Sve će biti dobro" kao primarijus Ivan Fijan (2008.)
- "Ponos Ratkajevih" kao drug Vaso (2008.)
- "Zauvijek susjedi" kao detektiv Nikola (2008.)
- "Bitange i princeze" kao Mileusnić (2008.)
- "Bibin svijet" kao gdin. Hojić (2006.)
- "Odmori se, zaslužio si: Božićni specijal" kao poslovođa (2005.)
- "Zabranjena ljubav" kao inspektor Brajdić (2004. – 2005.)
- "Zamke" kao Zovko (1983.)
- "Nepokoreni grad" (1982.)
- "Velo misto" kao Bakalar (1980. – 1981.)
- "Đavolje sjeme" (1979.)
- "Mačak pod šljemom" kao Đak (1978.)

### Filmovi
- "Glava velike ribe" kao Bakuta (2022.)
- "Hortikultura" (kratki film) kao Vlado (2021.)
- "Zbornica" kao odvjetnik (2021.)
- "Njemački inat" (kratki film) kao Vlado (2020.)
- "General" kao taksist (2019.)
- "Sam samcat" kao svekar (2018.)
- "Duboki rezovi" kao Renatin otac (segment "Predmeti koji tonu") (2018.)
- "Mrtve ribe" kao fra Anđeo (2017.)
- "Priče iz bijele sobe" kao Grgo (2016.)
- "S one strane" kao Perić (2016.)
- "Most na kraju svijeta" kao Kablar (2014.)
- "Obrana i zaštita" kao Milan (2013.)
- "Lea i Darija" kao svećenik (2011.)
- "Šuma summarum" kao Siniša (2010.)
- "Zagrebačke priče" kao portir (segment "Recikliranje") (2009.)
- "Iza stakla" kao svećenik (2008.)
- "Nije kraj" kao Mišo Novak (2008.)
- "Duga mračna noć" kao Erik (2004.)
- "Ne dao bog većeg zla" kao brijač Ferenc (2002.)
- "Crvena prašina" kao poslovođa (1999.)
- "Putovanje tamnom polutkom" (1995.)
- "Isprani" (1995.)
- "Vrijeme za …" kao Sova (1993.)
- "Povratak Katarine Kožul" (1989.)
- "Glembajevi" (1988.)
- "Večernja zvona" kao mladić u zatvoru (1986.)
- "Crveni i crni" (1985.)
- "Češalj" kao Sven Skok (1983.)
- "Poglavlje iz života Augusta Šenoe" kao Ante Kovačić (1981.)
- "Povratak" kao Stipica (1979.)
- "Mećava" kao Perelja (1977.)
- "Ludi dani" kao Ante (1977.)
- "Izjava" (1976.)

### Sinkronizacija
- "Lijeni grad" kao gradonačelnik Meanswell
- "Zvonko u zemlji igračaka" kao Grbo i Mehanički miš

## Vanjske poveznice
- Vinko Kraljević u internetskoj bazi filmova IMDb-u (engl.)
- Stranica na Komedija.hr  Arhivirana inačica izvorne stranice od 27. veljače 2007. (Wayback Machine)
- Biografija na Film.hr[neaktivna poveznica]